# NGC 2498
NGC 2498 est une galaxie spirale barrée située dans la constellation des Gémeaux. NGC 2498 a été découverte par l'astronome français Édouard Stephan en 1885.

## Caractéristiques
Sa vitesse par rapport au fond diffus cosmologique est de 4 924 ± 17 km/s, ce qui correspond à une distance de Hubble de 72,6 ± 5,1 Mpc (∼237 millions d'al).
À ce jour, quatre mesures non basées sur le décalage vers le rouge (redshift) donnent une distance de 60,500 ± 7,845 Mpc (∼197 millions d'al), ce qui est à l'intérieur des valeurs de la distance de Hubble. Notons cependant que c'est avec la valeur moyenne des mesures indépendantes, lorsqu'elles existent, que la base de données NASA/IPAC calcule le diamètre d'une galaxie et qu'en conséquence le diamètre de NGC 2498 pourrait être d'environ 25,4 kpc (∼82 800 al) si on utilisait la distance de Hubble pour le calculer.
La classe de luminosité de NGC 2498 est I et elle présente une large raie HI.

## Groupe de NGC 2487
NGC 2498 fait partie d'un groupe de galaxies d'au moins 4 membres, le groupe de NGC 2487. Outre NGC 2498 et NGC 2487, les deux autres galaxies du groupe sont NGC 2486 et UGC 4009.